# Loznîțea, Narodîci
Loznîțea (în ucraineană Лозниця) este un sat în comuna Rozsohivske din raionul Narodîci, regiunea Jîtomîr, Ucraina.

## Demografie
Componența lingvistică a localității Loznîțea
     Ucraineană (100%)
Conform recensământului din 2001, toată populația localității Loznîțea era vorbitoare de ucraineană (100%).